# Hydrelia luteata
Hydrelia luteata là một loài bướm đêm trong họ Geometridae.